# Wheels of Fire
Wheels of Fire is een dubbelalbum uit 1968 van de Engelse rockband Cream. Het is het derde album van de band en is de opvolger van Disraeli Gears (1967). 
Wheels of Fire bestaat uit een studio-opname en een live-optreden,  respectievelijk In the Studio en Live at the Fillmore genaamd. 
Het album staat op nummer 203 in een lijst van de 500 beste albums aller tijden, samengesteld door het tijdschrift Rolling Stone.

## Tracks

### Disk 1:In the Studio
1. "White Room" - 4:58
2. "Sitting on Top of the World" - 4:58
3. "Passing the Time" - 4:37
4. "As You Said" - 4:20
5. "Pressed Rat and Warthog" - 3:13
6. "Politician" - 4:12
7. "Those Were the Days" - 2:53
8. "Born Under a Bad Sign'" - 3:09
9. "Deserted Cities of the Heart" - 3:38

### Disk 2:Live at the Fillmore
1. "Crossroads" - 4:13 - (10 maart 1968 in Winterland, San Francisco)
2. "Spoonfull" - 16:43 - (10 maart 1968 in Winterland, San Francisco)
3. "Traintime" - 7:01 - (8 maart 1968 in Winterland, San Francisco)
4. "Toad" - 16:15 - (7 maart 1968 in The Fillmore, San Francisco)

## Personeel
- Ginger Baker – drums, zang
- Jack Bruce – basgitaar, piano, zang, mondharmonica
- Eric Clapton – leadgitaar, zang
- Felix Pappalardi – viool, orgel, trompet